# La Pola Somiedo
La Pola Somiedo är en ort i Spanien.   Den ligger i provinsen Province of Asturias och regionen Asturien, i den nordvästra delen av landet, 400 km nordväst om huvudstaden Madrid. La Pola Somiedo ligger 697 meter över havet och antalet invånare är 1 512.
Terrängen runt La Pola Somiedo är kuperad åt sydost, men åt nordväst är den bergig. La Pola Somiedo ligger nere i en dal. Runt La Pola Somiedo är det mycket glesbefolkat, med 5 invånare per kvadratkilometer. Närmaste större samhälle är Villablino, 17,8 km söder om La Pola Somiedo. I omgivningarna runt La Pola Somiedo växer i huvudsak blandskog.